# Wipperfürth

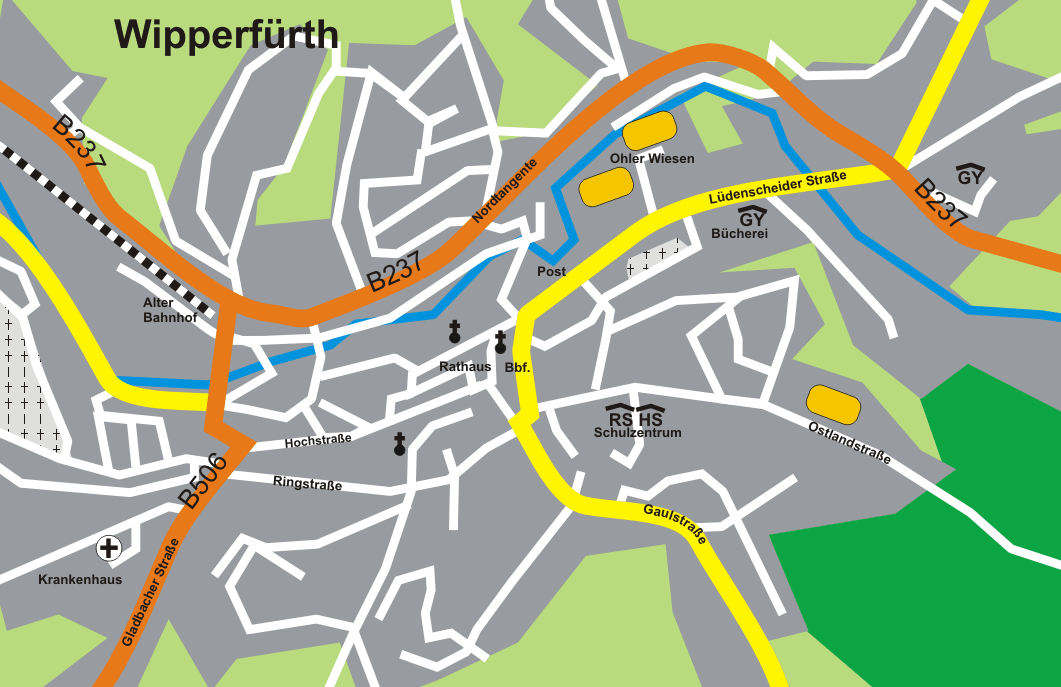
Mapa de la ciudad

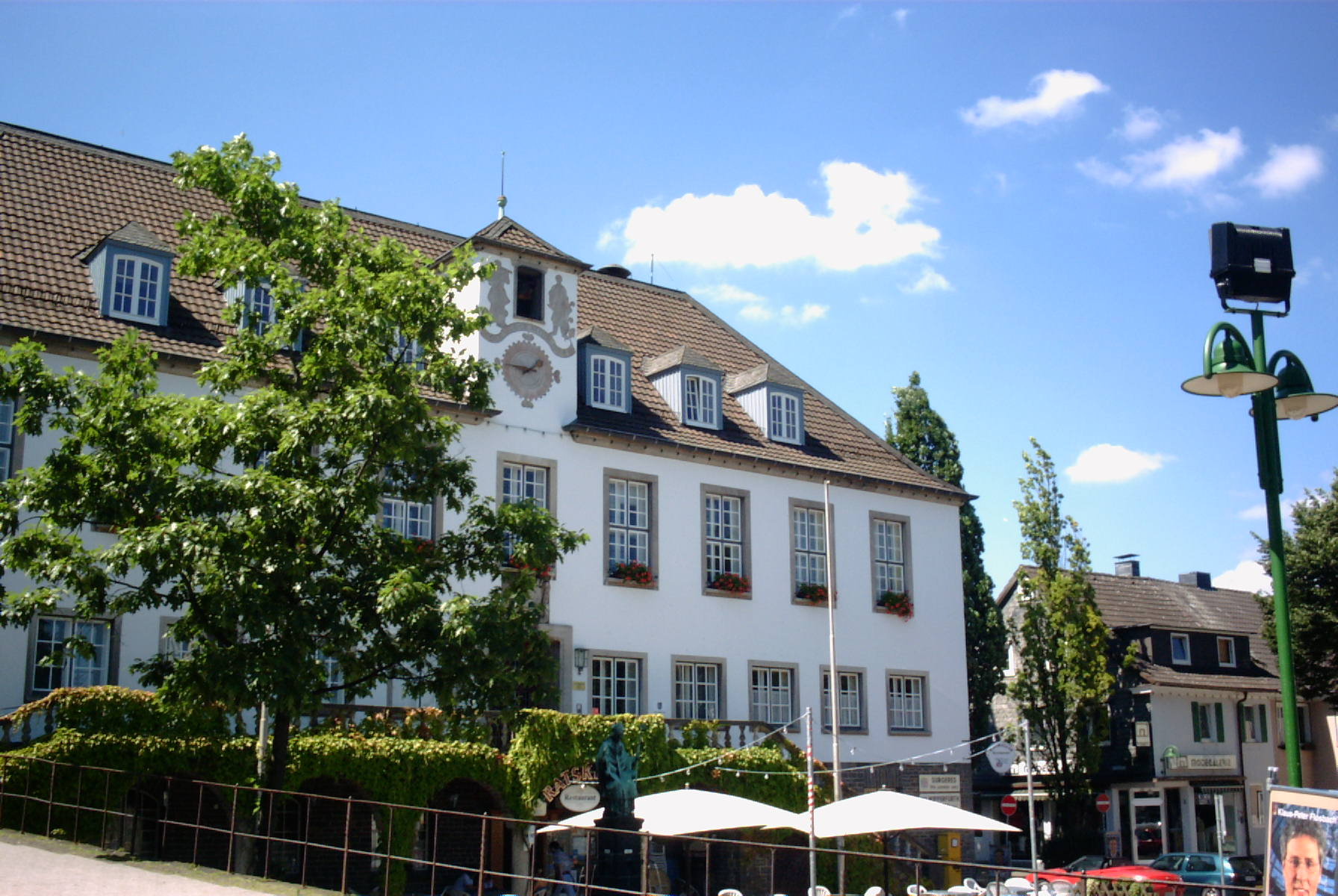
Ayuntamiento

Wipperfürth (pronunciación en alemán: /vɪpɐˈfʏʁt/ⓘ) es un municipio en el distrito del Alto Berg de Renania del Norte-Westfalia, Alemania, aproximadamente a 40 km al noroeste de Colonia, y la ciudad más antigua la tierra de Bergischen.

## Geografía

### Posición geográfica
Wipperfürth queda en el flujo Wupper el cual está designado en la parte superior al este de la ciudad Wipper.

### Municipios vecinos
Los municipios vecinos y las ciudades vecinas son: Lindlar, Kürten, Wermelskirchen, Hückeswagen, Radevormwald, Halver, Kierspe y Marienheide.

### Distritos

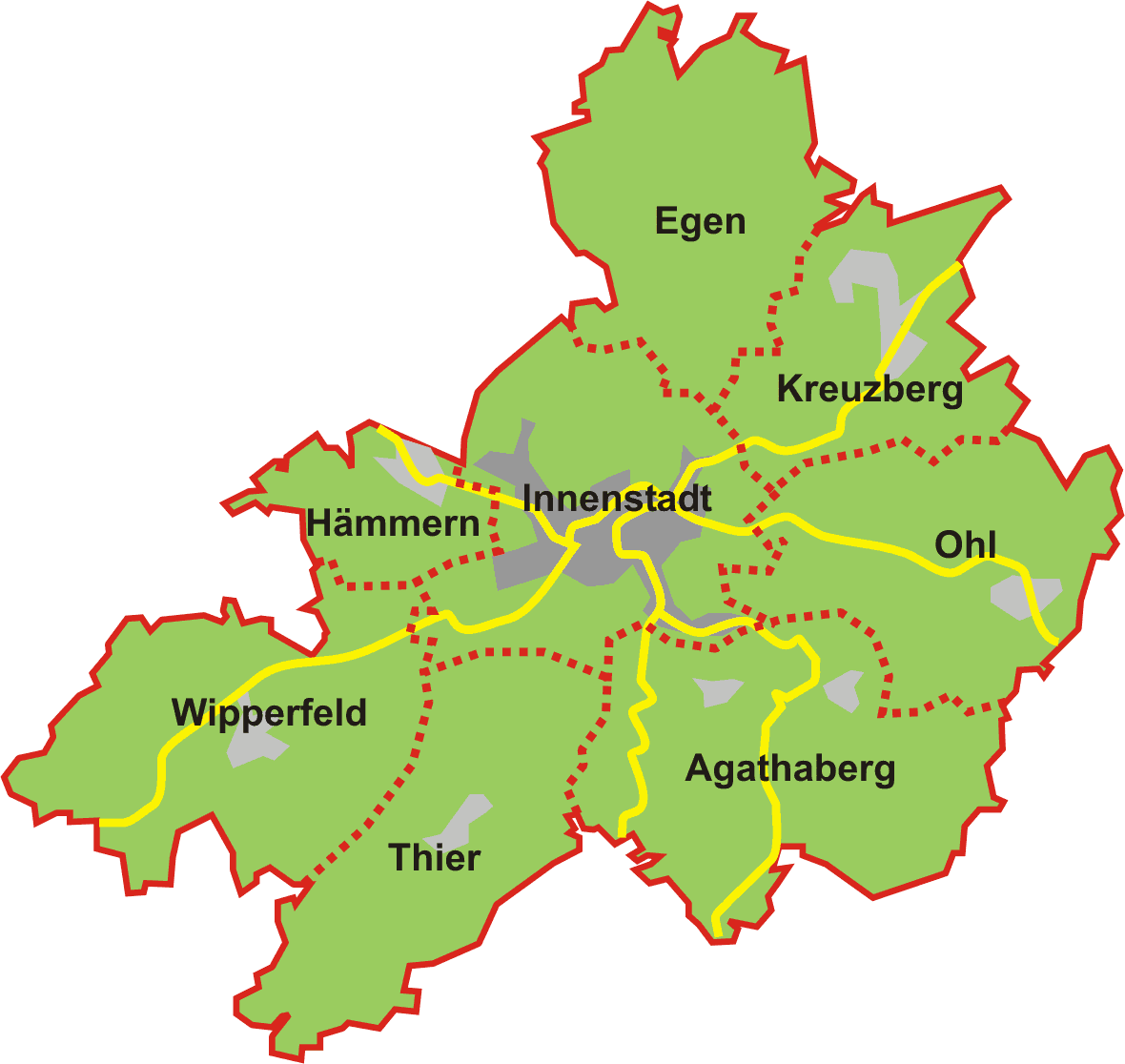
Distritos de Wipperfürth

La ciudad Wipperfürth está compuesta de 8 distritos:
- Wipperfürth
- Egen
- Kreuzberg (Wipperfürth)
- Ohl
- Agathaberg
- Su
- Wipperfeld
- Hämmern

### Localidades
| A | Abstoß - Abshof - Agathaberg - Ahe - Ahlhausen - Alfen - Altensturmberg - Arnsberg |
| B | Ballsiefen - Baumhof - Beinghausen - Bengelshagen - Benninghausen - Berge - Bergesbirken - Berghäuschen - Berghausen - Berghof - Berrenberg - Biesenbach - Birkenbaum - Birkerhof - Bochen - Böswipper - Boxberg - Boxbüchen - Bruch - Bühlstahl - Büschel                                                                                                |
| D | Dahl - Dellweg - Dhünn - Dievesherweg - Dörpinghausen - Dörrenbach - Dohrgaul - Drecke - Dreine |
| E | Egen - Egerpohl - Eichholz - Elbertzhägen - Engsfeld - Ente - Erlen |
| F | Fähnrichstütten - Fahlenbock - Finkelnburg - Fliegeneichen - Forste - Freihäuschen - Friedrichsthal - Frösseln - Fürden |
| G | Gardeweg - Gardeweger Mühle - Gerhardsfeld - Graben - Grennebach - Großblumberg - Großfastenrath - Großhöhfeld - Großscherkenbach - Grünenbaum - Grünenberg - Grüttenhausen - Grund - Grunewald - Grüterich |
| H | Hackenberg - Hämmern - Hammer - Hahnenberg - Hamböcken - Hambüchen - Halkenberg - Harhausen - Hardenbicke - Hasenburg - Hasselbick - Haufe - Heid - Heidtkotten - Hermesberg - Herweg - Herzhof - Hilgerbrücke - Hintermühle - Hinterschöneberg - Hinterwurth - Hönnige - Hof - Hohenbüchen - Hohl - Hollinden - Hollmünde - Hülsen - Hütten - Hungenberg |
| I | Ibach - Im Hagen - Isenburg |
| J | Jägerhof - Jörgensmühle - Jostberg - Julsiefen |
| K | Kahlenberg - Kahlscheuer - Kaplansherweg - Kerspe - Kirchenbüchel - Klaswipper - Kleineichhölzchen - Kleinfastenrath - Kleinscherkenrath - Klemenseichen - Kleppersfeld - Klespe - Klitzhaufe - Kluse - Kofeln - Kohlgrube - Kotten - Kremershof - Kreuzberg - Kupferberg - Küppersherweg                                                                 |
| L | Lamsfuß - Langensiefen - Laudenberg - Leiersmühle - Lendringhausen - Lesenbüchen - Leuchtenbirken - Levenhausen - Lieth |
| M | Meddenbick - Mesewinkel - Mittelschneppen- Mittelschwarzen - Mosse - Müllensiepen |
| N | Nagelsbüchel - Nagelsgaul - Neeskotten - Neuenhaus - Neuensturmberg - Neumühle - Neye - Neye-Siedlung - Niederbenningrath - Niederdhünn - Niederengsfeld - Niederflossbach - Niedergaul - Niederholl - Niederkemmerich - Niederklüppelberg - Niederröttenscheid - Niederscheveling - Niederwipper                                                         |
| O | Oberbenningrath - Oberdierdorf - Oberflossbach - Obergaul - Oberholl - Oberholl - Oberkemmerich - Oberlüttgenau - Obermausbach - Obernien - Oberröttenscheid - Oberscheveling - Oberschneppen- Oberschwarzen - Ohl - Ommer - Ommerborn |
| P | Pannenhöh - Peffekoven - Peddenpohl - Peppinghausen - Platzweg - Poshof |
| R | Raffelsiefen - Ritterlöh - Ritzenhaufe - Roppersthal |
| S | Sanderhöhe - Sassenbach - Schäfershöh - Schleise - Schmalenfeld - Schneppen - Schniffelshöh - Schnipperingen - Schnipperinger Mühle - Schollenbach - Schwelmer Siepen - Schwickertzhausen - Sommerberg - Sonnenschein - Speckenbach - Stillinghausen - Stüttern                                                                                           |
| T | Their - Teufelswiese |
| U | Überberg - Unterdierdorn - Unterholl - Unterlüttgenau - Untermausbach - Unternien - Unterschneppen - Unterschwarzen - Unterstenhof - Unterthier |
| V | Vordermühle - Vorderschöneberg - Vorderwurth - Vossebrechen |
| W | Warth - Wasserfuhr - Wegerhof - Weier - Wiegen - Wingenbach - Wipperfeld - Wipperhof - Wüstemünte - Wüstenhof |

## Cultura y sitios de interés

### Diques
- Kierspe Dique
- Neye Dique
- Schevelinger Dique
- Bever Dique

### Edificios
- Altes Seminario ("seminario Viejo") en el Lüdenscheider Straße.
- El anterior Franziskanerkloster (un cloister)

#### Clubes de deporte
- Aeródromo - Wipperfürth-Neye EDKN
- DLRG Wipperfürth
- 1.Wipperfürther Rock´n Club de Corro
- BKV Oberberg
- Boxeando club Wipperfürth
- BSG Wipperfürth
- Amigos de canoa Wipperfürth e. V.
- Asociación de deporte aéreo Wipperfürth
- Club de deporte del motor Wipperfürth en AAA servicio de carretera e. V.
- Club de ciclismo Wipperfürth
- Montando asociación Wipperfürth
- Club ajedrecístico Wipperfürth
- Asociación de pescador de los deportes Wipperfürth
- S.D. Wipperfürth
- Stadtsportverband Wipperfürth
- Cuerpo de baile
- Bailar escolar Böhlefeld
- Buceando comunidad de deporte Wipperfürth
- TC Silber-Blau Wipperfürth
- Televisión Wipperfürth
- VfR Wipperfürth
- VSG Wipperfürth e. V.
- WTC Wipperfürth

## Transporte

### Carreteras federales
Wipperfürth queda en la intersección de las carreteras federales B 237 (Remscheid- Meinerzhagen) y B 506 (Cologne - Wipperfürth). El B 256 unidireccional Gummersbach en el sitio Ohl para el B 237.

### Rutas de autobús
(VRS: Verkehrsverbund Rhein-Sieg, VRL: Verkehrsgemeinschaft Ruhr-Lippe), OVAG: Oberbergische Verkehrsgesellschaft AG, MVG: Märkische Verkehrsgesellschaft GmbH, KWS: Kraftverkehr Wupper-Sieg AG)
- VRS (KWS) Línea 426 a Bergisch Gladbach (S) vía Kürten
- VRS (KWS) Línea 427 a Bergisch Gladbach (S) vía Kürten-Weiden
- VRS (KWS) Línea 429 a Bergisch Gladbach (S) vía Kürten-Olpe
- VRS (OVAG) Línea 332 a Engelskirchen Bf. Vía Lindlar
- VRS (OVAG) Línea 333 a Engelskirchen Bf. Vía Lindlar-Frielingsdorf
- VRS (OVAG) Línea 336 a Marienheide vía Gummersbach o ro Hückeswagen y Remscheid-Lennep
- VRS (OVAG) Línea 337 a Egen vía Neye
- VRS (OVAG) Línea 338 a Kreuzberg
- VRL (MVG) Línea 55 a Lüdenscheid vía Kreuzberg und Halver

## Instalaciones públicas
- Centro de ocupación
- Tribunal de distrito
- Oficina de impuesto
- Oficina de bienestar de la juventud
- Oficina de silvicultura
- Sitio de prueba de la autoridad de estándares de la seguridad
- Rama del de una oficina de salud del círculo

## Salud
Hospitales: St. Josef hospital Wipperfürth (258 camas)

## Ciudad gemela
- Surgères, Charente-Marítimo en Francia